# Cephalobellus
Cephalobellus är ett släkte av rundmaskar. Cephalobellus ingår i familjen Thelastomatidae.
Kladogram enligt Catalogue of Life:
| Cephalobellus | \| \| Cephalobellus costelytrae \| \| \| \| \| \| Cephalobellus fluxi \| \| \| \| |
|               | \| \| Cephalobellus costelytrae \| \| \| \| \| \| Cephalobellus fluxi \| \| \| \| |
|               | Blatticola                                                                        |
|               |                                                                                   |
|               | Heth                                                                              |
|               |                                                                                   |
|               | Protrellina                                                                       |
|               |                                                                                   |
|               | Protrellus                                                                        |
|               |                                                                                   |
|               | Suifunema                                                                         |
|               |                                                                                   |
|               | Tetleyus                                                                          |
|               |                                                                                   |
|               | Thelastoma                                                                        |
|               |                                                                                   |
|               | Wetanema                                                                          |
|               |                                                                                   |
|               | Cephalobellus costelytrae                                                         |
|               |                                                                                   |
|               | Cephalobellus fluxi                                                               |
|               |                                                                                   |

|  | Cephalobellus costelytrae |
|  |                           |
|  | Cephalobellus fluxi       |
|  |                           |